# Loculibolbina
Loculibolbina is een geslacht van uitgestorven kreeftachtigen uit de klasse van de Ostracoda (mosselkreeftjes).

## Soorten
- Loculibolbina costata (Meidla, 1983) Sidaravichiene, 1992 †
- Loculibolbina primitiva (Sarv, 1962) Schallreuter, 1983 †
- Loculibolbina unica (Sarv, 1962) Schallreuter, 1983 †